# 訃報 2016年7月
訃報 2016年7月（ふほう 2016ねん7がつ）では、2016年7月に物故した、又は物故が報じられた人物についてまとめる。

## (1日 - 15日)

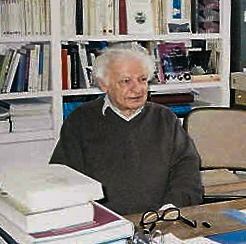
イヴ・ボヌフォワ／7月1日没

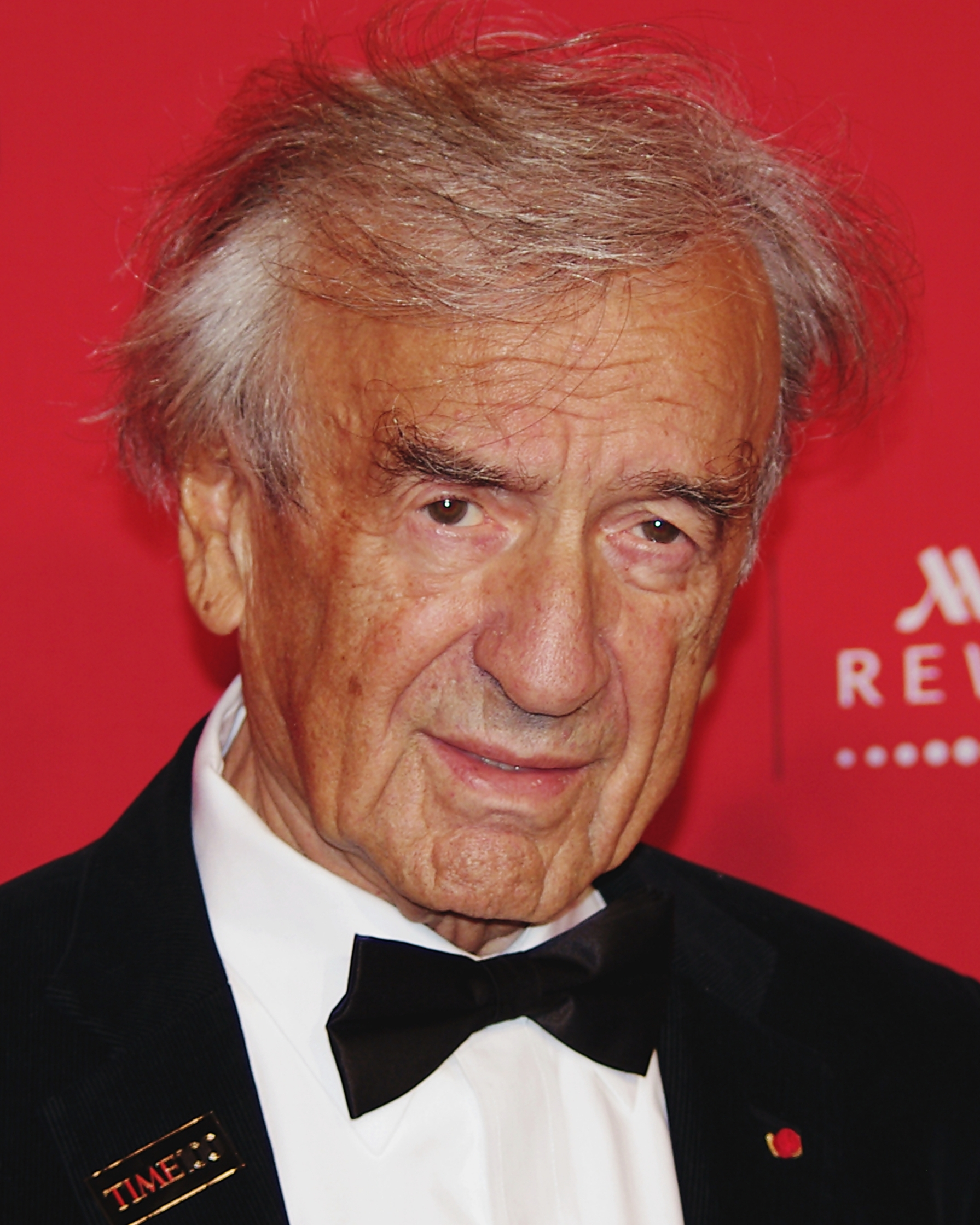
エリ・ヴィーゼル／7月2日没

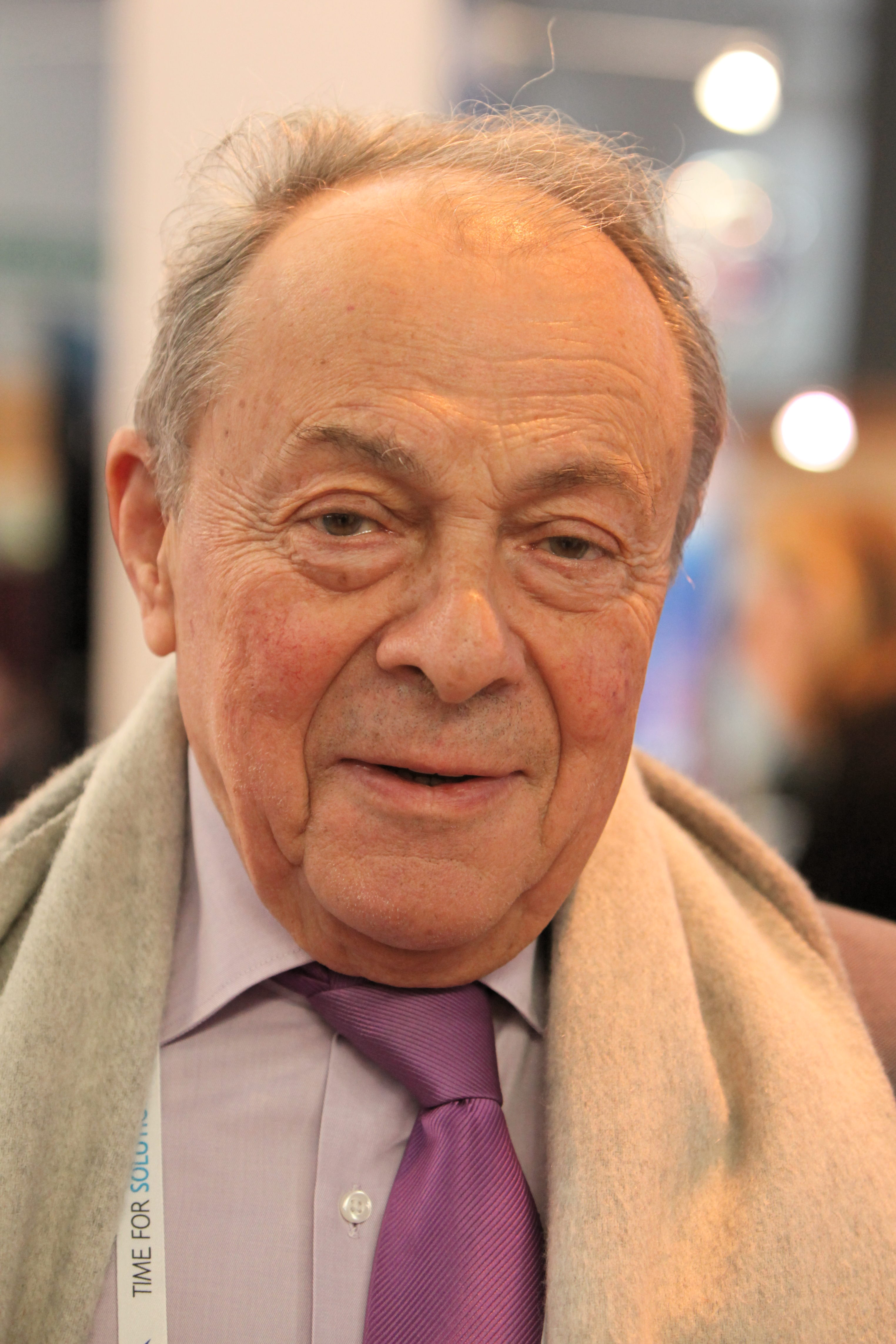
ミシェル・ロカール／7月2日没

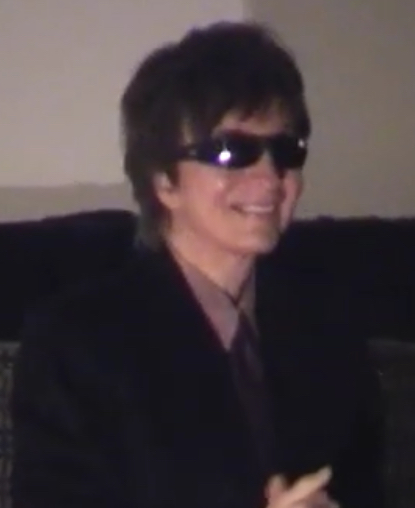
マイケル・チミノ／7月2日没

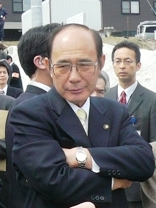
藤倉肇／7月3日没

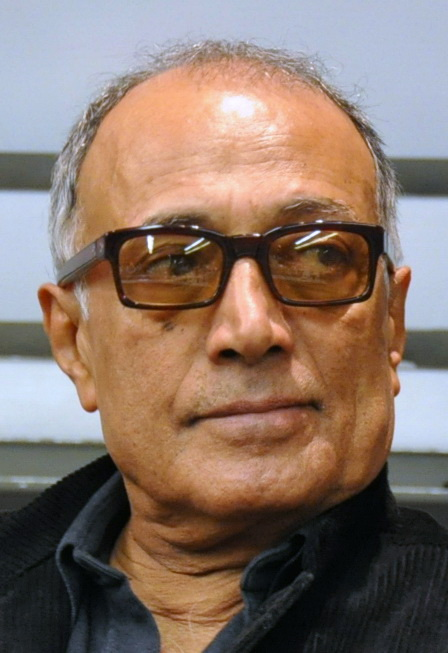
アッバス・キアロスタミ／7月4日没

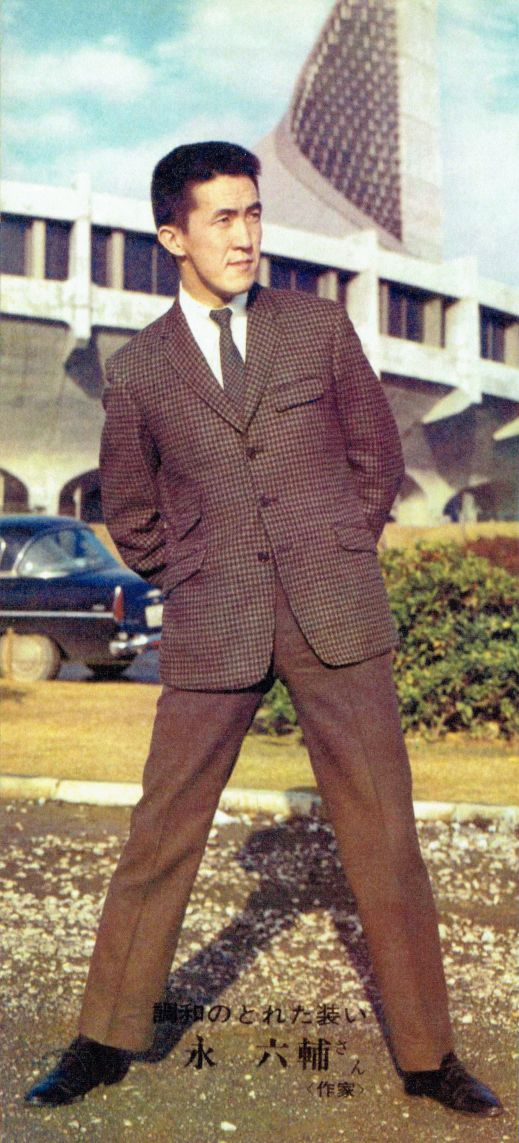
永六輔／7月7日没

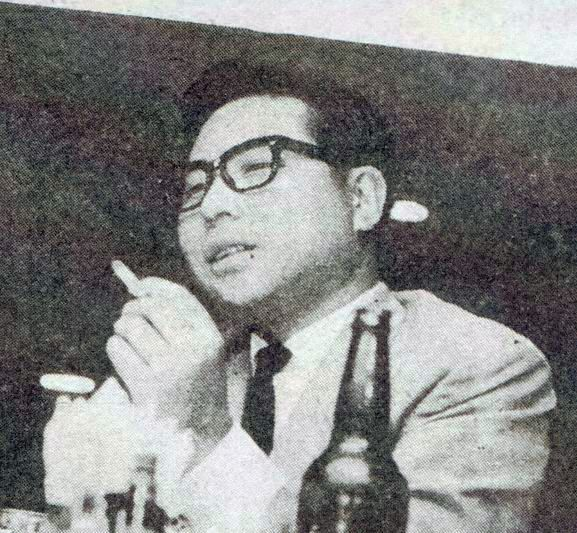
大橋巨泉／7月12日没

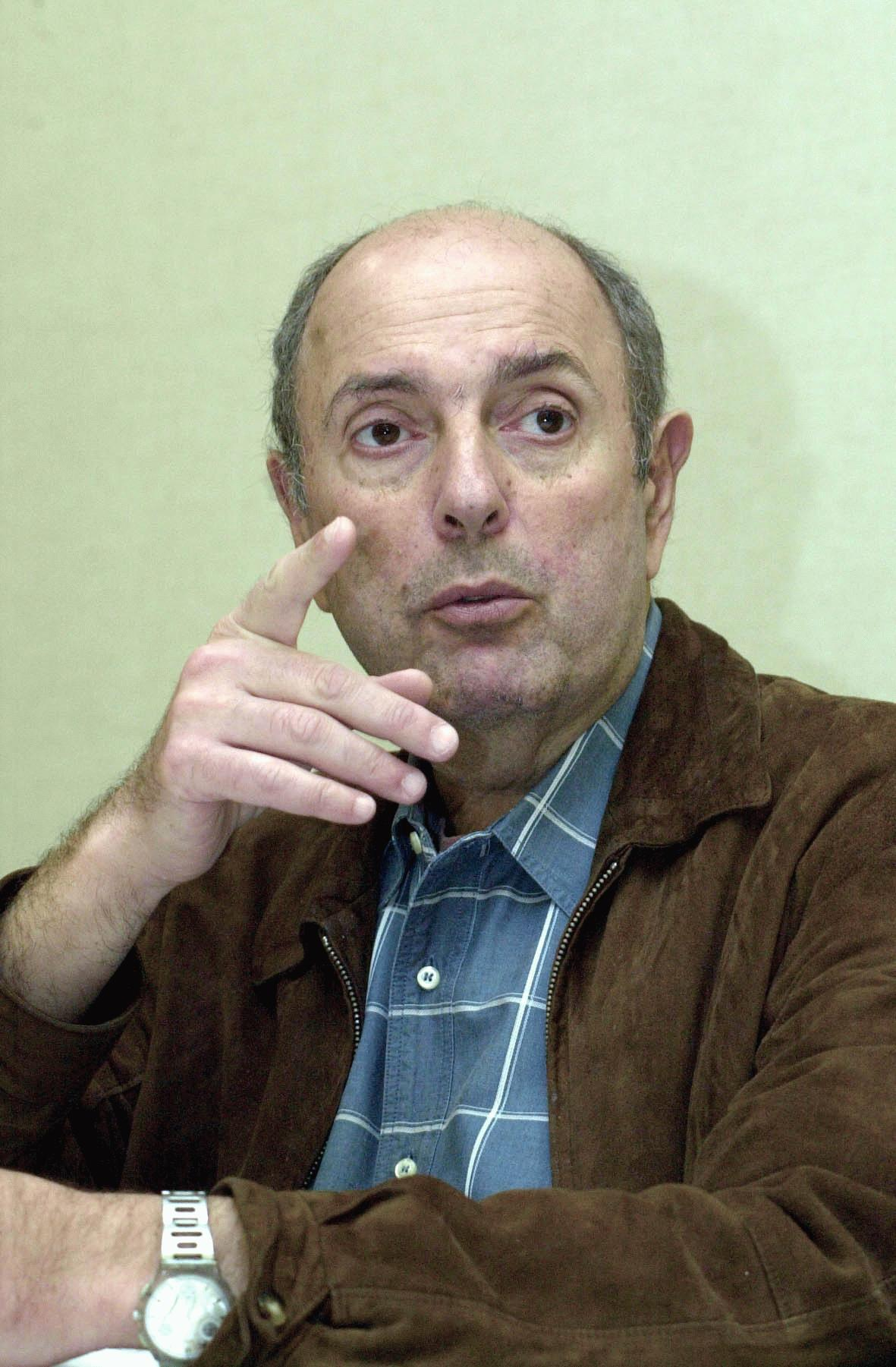
ヘクトール・バベンコ／7月13日没

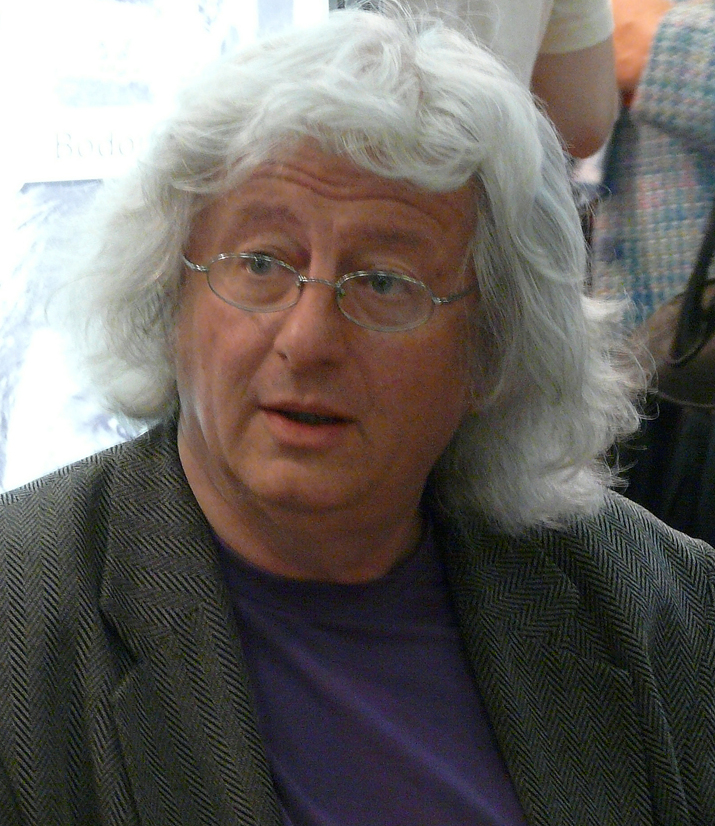
エステルハージ・ペーテル／7月14日没

- 7月1日 - ウードクシー・バブール、フランス領ギアナのスーパーセンテナリアン（* 1901年）[1]
- 7月1日 - イヴ・ボヌフォワ、フランスの詩人（* 1923年）[2]
- 7月1日 - 巴里夫、日本の漫画家（* 1932年）[3]
- 7月1日 - マンフレート・ポッシュ（ドイツ語版）、オーストリアのジャーナリスト（* 1943年）[4]
- 7月2日 - エリ・ヴィーゼル、アメリカ合衆国のユダヤ人作家、ノーベル平和賞受賞者（* 1928年）[5]
- 7月2日 - ミシェル・ロカール、フランスの政治家、元首相（* 1930年）[6]
- 7月2日 - マイケル・チミノ、アメリカ合衆国の映画監督、脚本家（* 1939年）[7]
- 7月2日 - 高野十座、日本の歌手、アマチュアUMA研究家、元プロレスラー【全日本プロレス所属】（* 1962年）[8]
- 7月3日 - ノエル・ニール（英語版）、アメリカ合衆国の女優（* 1920年）[9]
- 7月3日 - 茅野良男、日本の哲学者、大阪大学名誉教授（* 1925年）[10]
- 7月3日 - 栗山好幸、日本の政治家、元岡山県議会議長（* 1926年?）[11]
- 7月3日 - 藤倉肇、日本の政治家、元北海道夕張市長（* 1941年）[12][13]
- 7月3日 - 吉良知彦、日本の音楽家（* 1959年）[14]
- 7月4日 - 尾花成春、日本の画家（* 1926年）[15]
- 7月4日 - 矢野恒夫、日本の実業家、元電気化学工業社長（* 1930年）[16]
- 7月4日 - アッバス・キアロスタミ、イランの映画監督（* 1940年）[17]
- 7月6日 - 池田弦、日本の声楽家（* 1968年）[18]
- 7月7日 - 讃岐照夫、日本の政治家、元広島県東広島市長（* 1921年）[19]
- 7月7日 - 中島多美雄、日本の政治家、元長崎県富江町長（* 1922年?）[20]
- 7月7日 - 古川茂、日本の政治家、元兵庫県安富町長（* 1926年?）[21]
- 7月7日 - 西沢祥平、日本の元アナウンサー（日本放送協会）（* 1931年?）[22]
- 7月7日 - 永六輔、日本のラジオ番組パーソナリティ、タレント、随筆家、放送作家、作詞家（* 1933年）[23]
- 7月7日 - 大堀太千男、日本の官僚、第76代警視総監（* 1933年）[24]
- 7月7日 - 松田弘、日本の実業家、広島エフエム放送社長、アンフィニ広島社長（* 1953年）[25]
- 7月8日 - 山崎昭維、日本の政治家、元佐賀県白石町長（* 1942年?）[26]
- 7月9日 - 吉岡英、日本の物理学者、名古屋大学名誉教授（* 1922年）[27]
- 7月9日 - 簾内敬司、日本の作家（* 1951年）[28]
- 7月10日 - 下條千一、日本の実業家、元愛眼社長（* 1923年）[29]
- 7月10日 - 佐野泉、日本の実業家、元ガンバ大阪社長（* 1944年）[30]
- 7月11日 - 藤田司、日本の実業家、元高知放送社長（* 1921年）[31]
- 7月11日 - 丸山修作、日本の実業家、元ニチメン副社長（* 1927年?）[32]
- 7月12日 - 大橋巨泉、日本のタレント、テレビ番組司会者、ラジオパーソナリティ、放送作家、エッセイスト（* 1934年）[33]
- 7月12日 - 山本和郎、日本の心理学者、慶應義塾大学名誉教授（* 1935年）[34]
- 7月13日 - ヘクトール・バベンコ、アルゼンチン出身の映画監督（* 1946年）[35]
- 7月13日 - 岡野喜之助、日本の実業家、スルガ銀行副社長（* 1947年）[36]
- 7月14日 - 貞松瑩子、日本の詩人（* 1930年）[37]
- 7月14日 - 古川陽、日本の実業家、エー・アンド・デイ社長（* 1943年）[38]
- 7月14日 - エステルハージ・ペーテル、ハンガリーの小説家（* 1950年）[39]
- 7月15日 - 滝澤三千代、日本の心理学者、東京経済大学名誉教授（* 1932年?）[40]
- 7月15日 - 矢野恵一朗、日本の実業家、元みなと銀行頭取（* 1937年?）[41]

## (16日 - 31日)

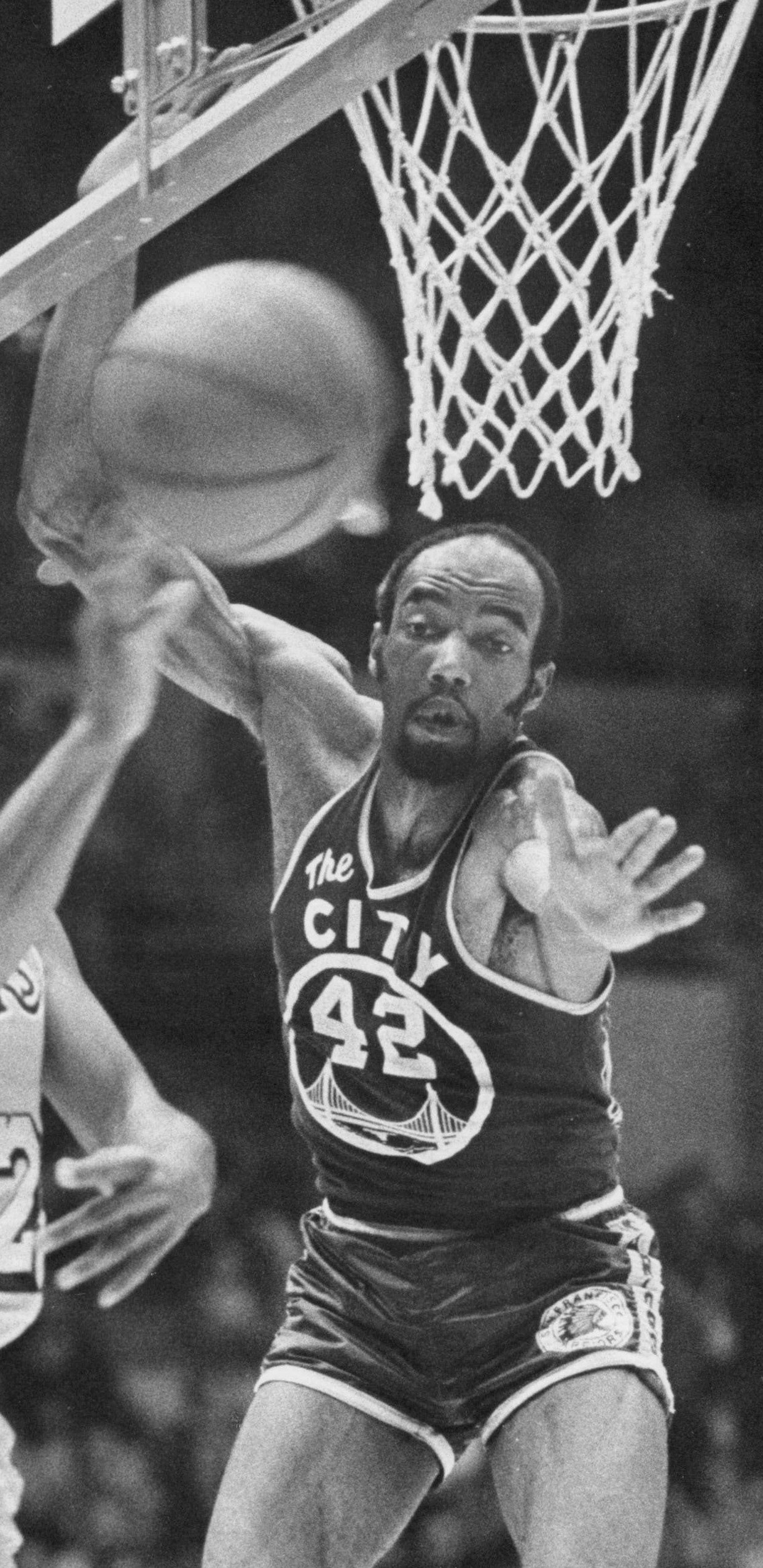
ネイト・サーモンド／7月16日没

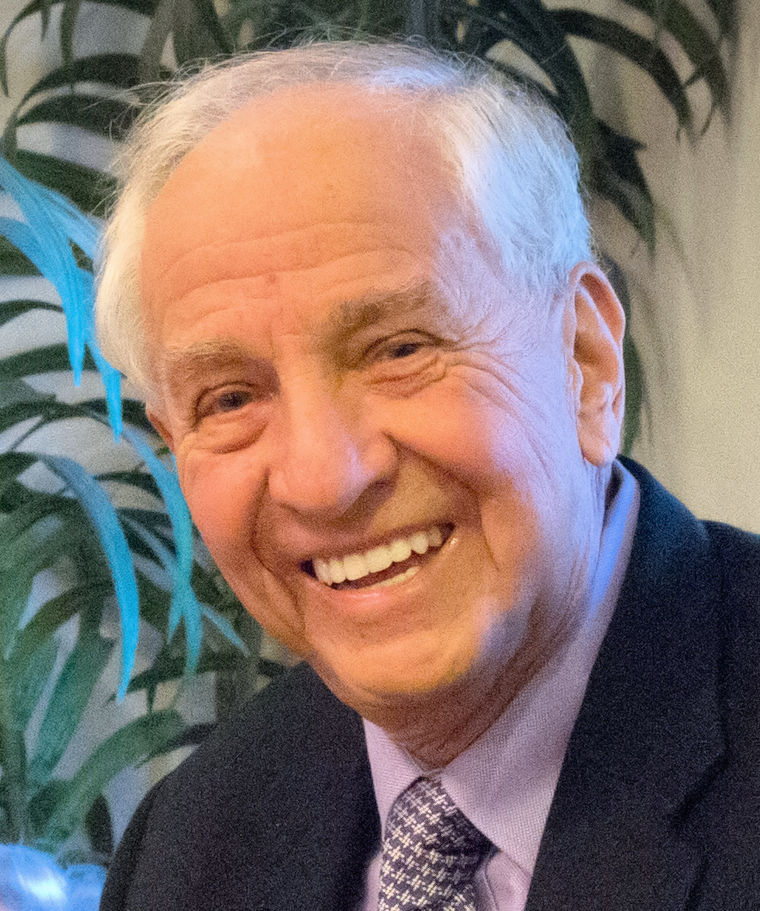
ゲイリー・マーシャル／7月19日没

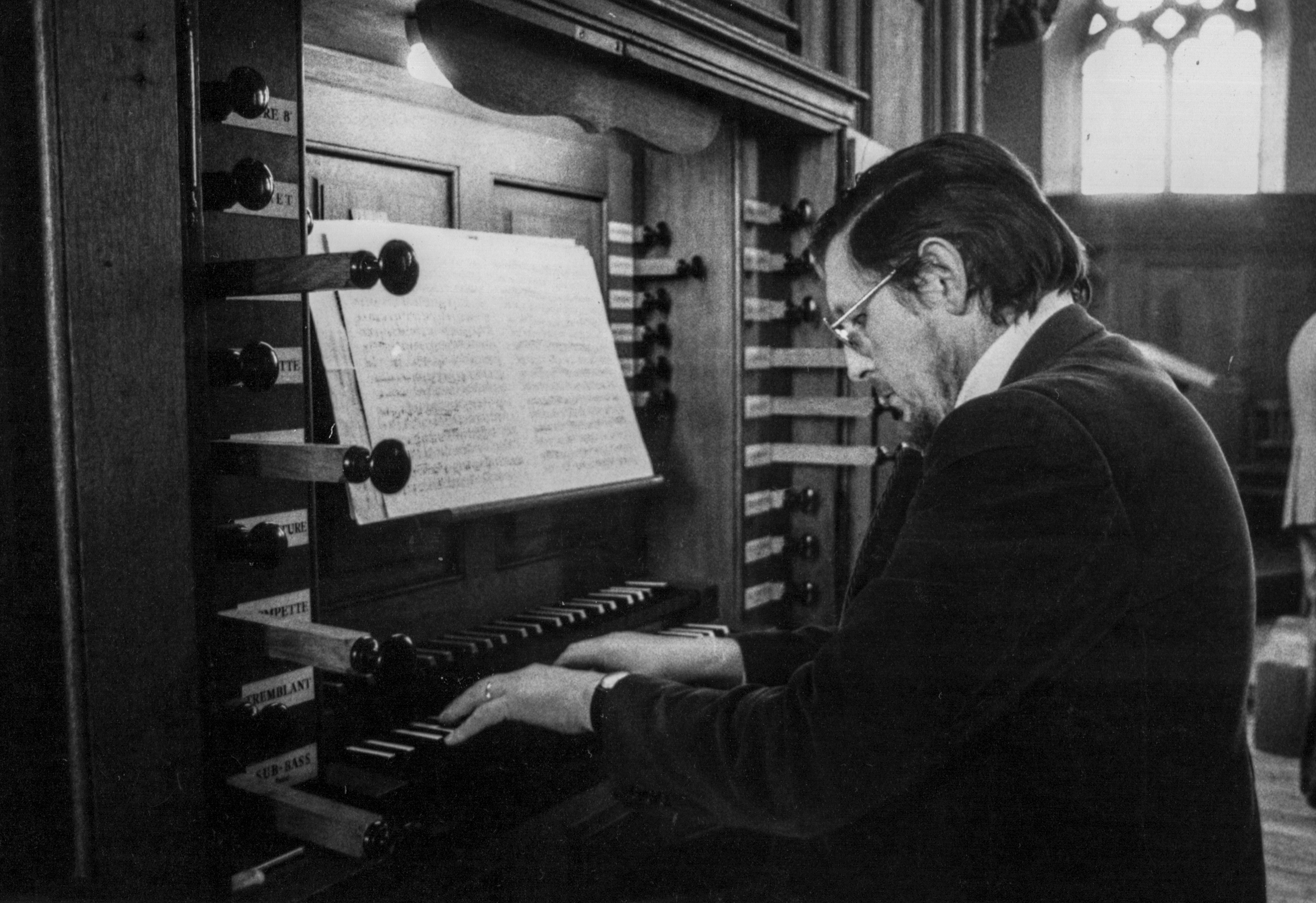
アンドレ・イゾワール／7月20日没

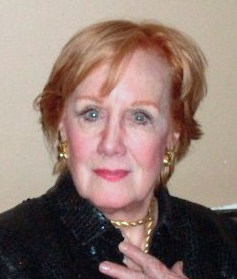
マーニ・ニクソン／7月24日没

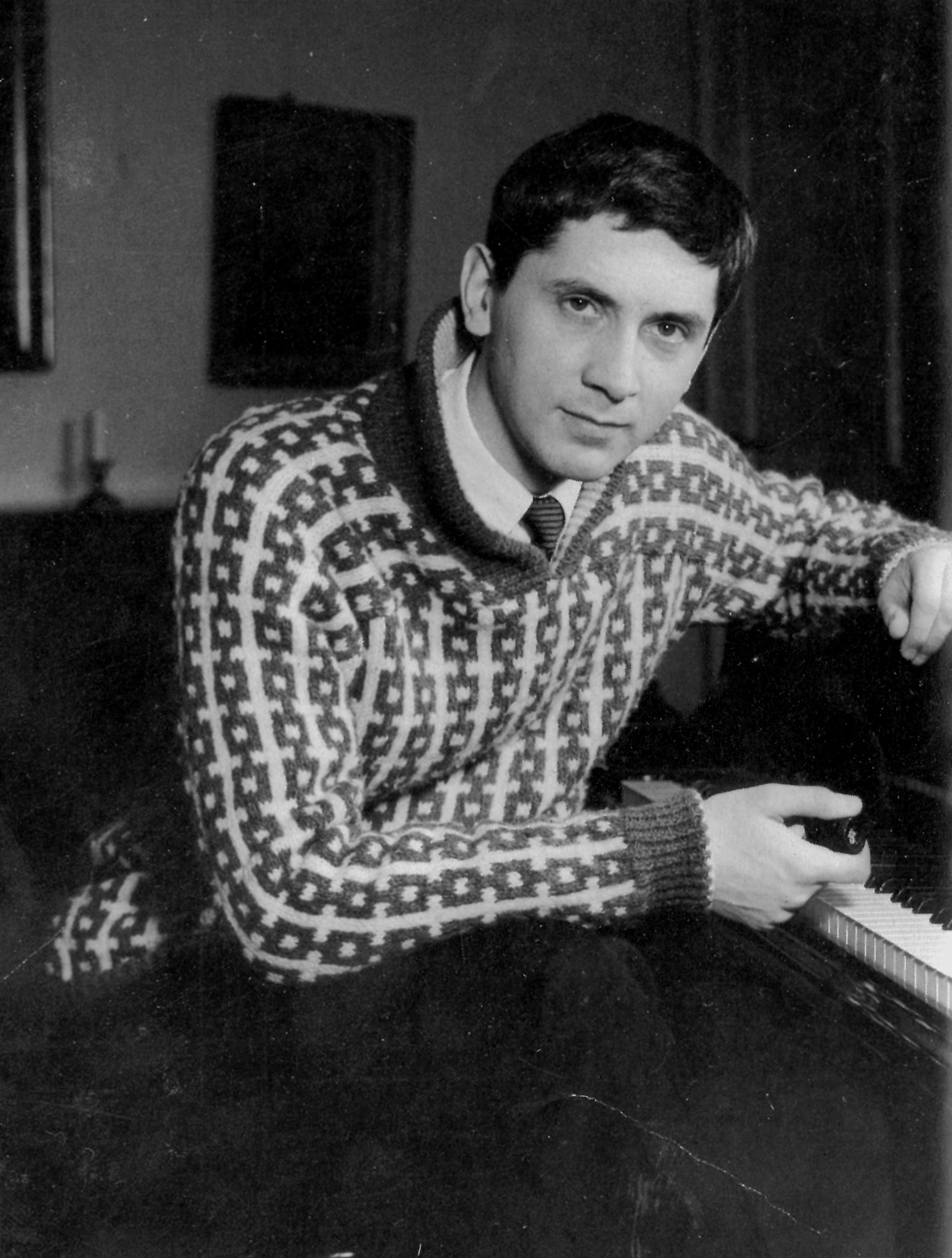
エイノユハニ・ラウタヴァーラ／7月27日没

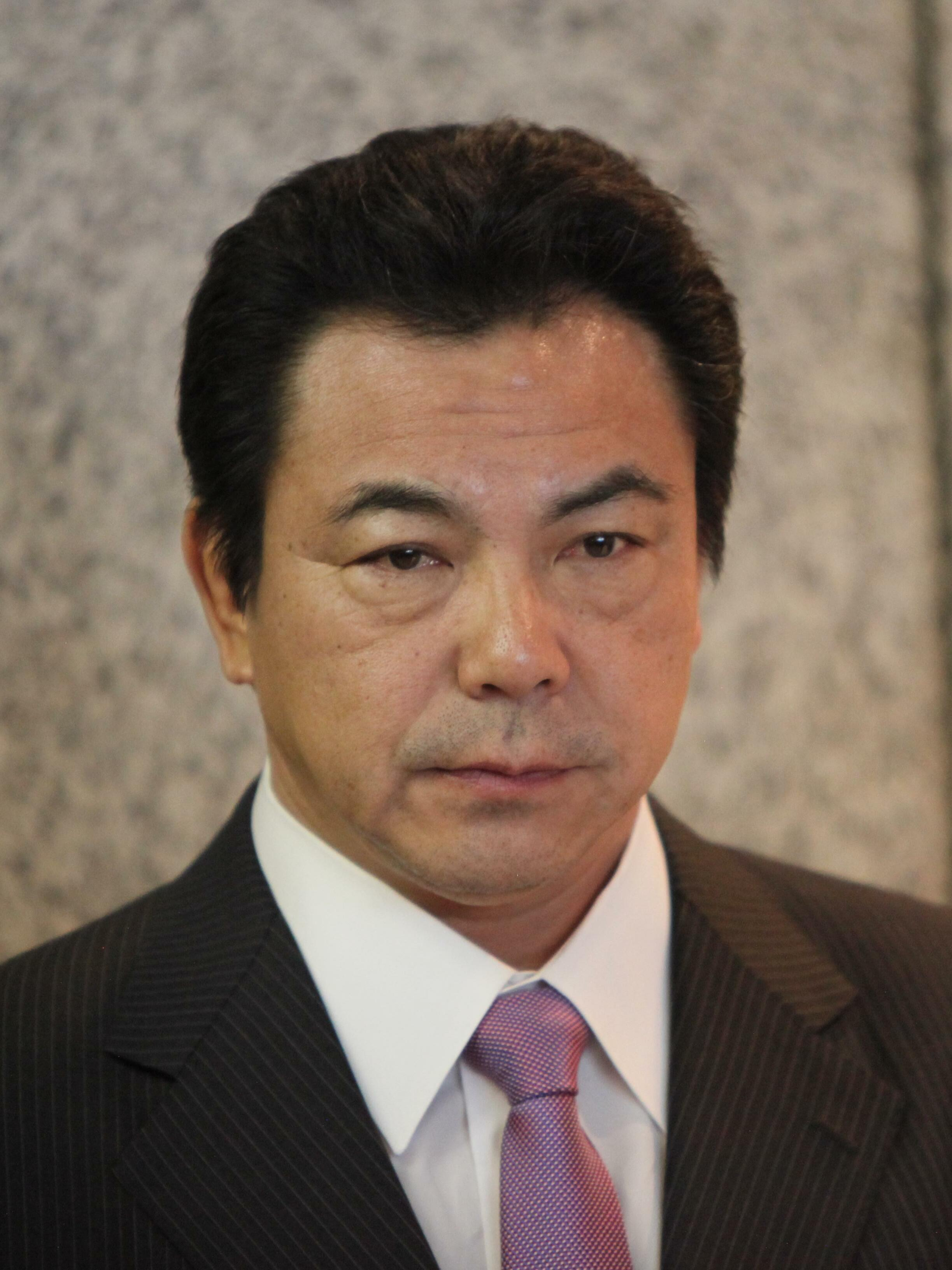
千代の富士貢／7月31日没

- 7月16日 - 椎木正和、日本の実業家、三洋信販創業者（* 1928年）[42]
- 7月16日 - 片山文彦、日本の神職、花園神社名誉宮司（* 1936年）[43]
- 7月16日 - ネイト・サーモンド、アメリカ合衆国のバスケットボール選手（* 1941年）[44]
- 7月16日 - 大場隆広、日本のプロ野球選手【中日ドラゴンズ、近鉄バファローズほか所属】（* 1948年）[45]
- 7月17日 - 佐藤伸彦、日本の実業家、元日本加工製紙社長（* 1920年?）[46]
- 7月18日 - 藤田祐幸、日本の物理学者（* 1942年）[47]
- 7月19日 - 前田行夫、日本の能楽師、能楽シテ方観世流（* 1918年）[48]
- 7月19日 - 山下袈裟男、日本の社会福祉学者、東洋大学名誉教授（* 1924年）[49]
- 7月19日 - 灘本唯人、日本のイラストレーター（* 1926年）[50]
- 7月19日 - 栗田裕夫、日本の実業家、元セブン-イレブン・ジャパン社長（* 1926年）[51]
- 7月19日 - 杉森甫、日本の細胞医学者、佐賀医科大学名誉教授（* 1934年）[52]
- 7月19日 - ゲイリー・マーシャル、アメリカ合衆国の映画監督、俳優（* 1934年）[53]
- 7月19日 - 三笘善八郎、日本の政治家、元大分県大山町長（* 1935年?）[54]
- 7月20日 - 鈴木継男、日本の実業家、元八戸ガス社長（* 1923年）[55]
- 7月20日 - 清水晃、日本の実業家、元西日本新聞社社長、元テレビ西日本会長、元共同通信社理事（* 1930年）[56]
- 7月20日 - アンドレ・イゾワール、フランスのオルガニスト（* 1935年）[57]
- 7月20日 - 園田匡克、日本の実業家、原弘産社長（* 1943年）[58]
- 7月20日 - 葛山善基、日本の工学者、滋賀大学名誉教授（* 1949年）[59]
- 7月21日 - 阪田誠造、日本の建築家（* 1928年）[60]
- 7月21日 - 石川義矩、日本の実業家、元京三製作所社長（* 1931年?）[61]
- 7月21日 - 竹田和平、日本の実業家、投資家、竹田製菓創業者（* 1933年）[62]
- 7月21日 - 井上隆雄、日本の写真家（* 1940年）[63]
- 7月22日 - 伊坂重孝、日本の実業家、元札幌テレビ放送社長（* 1923年）[64]
- 7月22日 - 香取豊、日本のアメリカ文学者、獨協大学名誉教授（* 1936年?）[65]
- 7月22日 - 大倉修吾、日本のラジオパーソナリティ、タレント、元新潟放送ディレクター（* 1941年）[66]
- 7月23日 - 大滝貞一、日本の歌人（* 1935年）[67]
- 7月24日 - 吉田周治、日本の政治家、元埼玉県蓮田市長（* 1922年）[68]
- 7月24日 - 近藤富枝、日本の作家、エッセイスト（* 1922年）[69]
- 7月24日 - マーニ・ニクソン、アメリカ合衆国の歌手（* 1930年）[70]
- 7月24日 - 杉山高子、日本のグラフィックデザイナー（* 1934年?）[71]
- 7月25日 - 三平晴樹、日本の元プロ野球選手【大毎、大洋、阪急所属】（* 1938年）[72]
- 7月26日 - 新井馨、日本の政治家、元埼玉県北本市長（* 1927年）[73]
- 7月26日 - 中村紘子、日本のピアニスト（* 1944年）[74]
- 7月27日 - エイノユハニ・ラウタヴァーラ、フィンランドの作曲家（* 1928年）[75]
- 7月27日 - 田口宏暢、日本の政治家、元秋田県南外村長（* 1928年?）[76]
- 7月27日 - 永島卓、日本の政治家、前愛知県碧南市長（* 1934年）[77]
- 7月28日 - 村本光夫、日本の政治家、前北海道今金町長（* 1926年）[78]
- 7月28日 - 沖田嘉典、日本の政治家、元熊本県八代市長（* 1928年）[79]
- 7月29日 - 内田隆滋、日本の実業家、東武鉄道元社長（* 1920年）[80]
- 7月30日 - 石井孝一、日本の政治家、元北海道遠軽町長、元北海道議会議長（* 1929年）[81]
- 7月30日 - 柳瀬尚紀、日本の英文学者、翻訳家（* 1943年）[82]
- 7月30日 - 吉野ゆりえ、日本のダンサー（* 1968年）[83]
- 7月31日 - 大村幸生、日本の経営学者、元九州産業大学学長（* 1931年?）[84]
- 7月31日 - 千代の富士貢、日本の元大相撲力士【第58代横綱】、年寄：九重（* 1955年）[85]